# 파이완어
파이완어는 대만 원주민인 파이완족의 언어이며, 오스트로네시아어족에 속하는 대만제어이다. 중화민국의 공식 언어 중 하나이기도 하다.
 화자 수는 약 66,000명으로 추산된다.

## 음운론
쿨랄라우 파이완어에는 23~24개의 자음과 (/h/는 외래어에서만 나타나고 /ʔ/는 드물다) 4개의 모음이 있다(Ferrell 1982:7). 다른 여러 타이완 제어에서 많은 오스트로네시아조어 음소들이 합류한 것과 달리 파이완어는 오스트로네시아조어의 음소를 대부분 보존하고 있어 비교 재구에서 매우 중요한 역할을 한다.
파이완어 모음소는 /i ə a u/이다. 문헌에서 /ə/는 ‘e’로 표기한다.
|        | 순음 | 치경음 | 권설음 | 경구개음 | 연구개음 | 구개수음 | 성문음 |
| ------ | ---- | ------ | ------ | -------- | -------- | -------- | ------ |
| 비음   | m    | n      |        |          | ŋ        |          |        |
| 파열음 | p b  | t d    | ɖ      | c ɟ      | k ɡ      | q        | ʔ      |
| 파찰음 |      | ts     |        |          |          |          |        |
| 마찰음 | v    | s z    |        |          |          |          | (h)    |
| 전동음 |      | r      |        |          |          |          |        |
| 접근음 | w    | l ɬ    |        | j        |          |          |        |

|                | 순음 | 치경음  | 권설음  | 경구개음 | 연구개음 | 구개수음 | 성문음 |
| -------------- | ---- | ------- | ------- | -------- | -------- | -------- | ------ |
| 비음           | m    | n       |         |          | ŋ        |          |        |
| 파열음         | p b  | t d     | ɖ       | c ɟ      | k ɡ      | q        | ʔ      |
| 파찰음         |      | ts ~ tʃ | ts ~ tʃ | ts ~ tʃ  |          |          |        |
| 마찰음         | v    | s z     |         |          |          |          | (h)    |
| 전동음~ 마찰음 |      | r ~ ɣ   |         |          |          |          |        |
| 접근음         | ʋ    |         | ɭ       | ʎ j      |          |          |        |

북부 파이완어에서는 경구개음 음소가 사라졌다. 이는 최근의 현상이며 일부 보수적인 화자들은 (별개의 음소로는 아니지만) 경구개음 변이음을 보존하고 있다. *q는 /ʔ/가 되었기 때문에, 다른 방언에서 /ʔ/의 지위가 불확실한 것과 달리 북부 파이완어에서는 음소로서 지위가 확실하다.
|                | 순음 | 치경음 | 권설음 | 경구개음 | 연구개음 | 성문음 |
| -------------- | ---- | ------ | ------ | -------- | -------- | ------ |
| 비음           | m    | n      |        |          | ŋ        |        |
| 파열음         | p b  | t d    | ɖ      |          | k ɡ      | ʔ      |
| 파찰음         |      | ts     |        |          |          |        |
| 마찰음         | v    | s z    |        |          |          | (h)    |
| 전동음~ 마찰음 |      | r      |        |          |          |        |
| 접근음         | w    | l~ʎ    | ɭ      | j        |          |        |

|        | 순음 | 치경음 | 권설음 | 경구개음 | 연구개음 | 구개수음 | 성문음 |
| ------ | ---- | ------ | ------ | -------- | -------- | -------- | ------ |
| 비음   | m    | n      |        |          | ŋ        |          |        |
| 파열음 | p b  | t d    | ɖ      | c ɟ      | k ɡ      | q        | ʔ      |
| 파찰음 |      | ts     |        |          |          |          |        |
| 마찰음 | v    | s z    |        |          | ɣ ~ r    |          | (h)    |
| 접근음 | w    |        | ɭ      | ʎ j      |          |          |        |

젊은 화자들은 /ʎ/을 [l]로 소리내는 경향이 있다. 마찰음 [ɣ]은 무단향 방언의 특징이며, 남부 파이완어의 다른 방언에서는 여전히 [r ~ ɣ ~ ʁ ~ h]로 변이하긴 하지만 전동음 [r]로 발음되는 경향이 짙다. 어두의 *k는 /ʔ/가 되었다.

## 참고 문헌
- Ferrell, Raleigh. 1982. Paiwan Dictionary. Pacific Linguistics, Series C, no. 73. Canberra: Dept. of Linguistics, Research School of Pacific Studies, the Australian National University.